# Золотницький Сергій Юрійович
Сергі́́й Ю́рійович Золотни́цький (нар. 9 січня 1962, Донецьк, УРСР) — радянський та український футболіст та український тренер, воротар. Майстер спорту СРСР.

## Життєпис
Вихованець СДЮШОР «Шахтар» (Донецьк), у команді з 1977 року. У вищій лізі дебютував в 1982 році — в 9 матчах пропустив 22 м'ячі; двічі — від «Динамо» (Київ) та «Торпедо» (Москва) пропускав по 5 м'ячів. Армійську службу проходив у 1983-1984 роках у СКА (Київ) у другій лізі. Сезон 1985 провів у нікопольському «Колосі». Повернувся в «Шахтар», у 1986-1988 роках у 50 матчах чемпіонату пропустив 52 м'ячі. Потім грав за клуби «Зоря» Луганськ (1989-1990), «Нива» Вінниця (1991), «Вислока» Дембіца, Польща (1992), «Темп» Шепетівка (1992), «Кремінь» Кременчук (1992), «Ворскла »Полтава (1993), «Етир» Велико-Тирново, Болгарія (1993), «Шахтар» Сніжне (1993-1994), «Бажановець» (1994), «Шахтар-2» Донецьк (1994), «Зірка НІБАС» Кіровоград (1995-1996), «Шахтар» Макіївка (1997-1998).
У 1998 році — тренер у макіївському «Шахтарі», потім працював тренером воротарів у клубах «Металург» Донецьк (1999-2003, 2005-2006), «Сталь» Дніпродзержинськ (2004-2005), «Геліос» Харків (2006-2007), «Зімбру» Кишинів, Молдова (2007-2008), «Арсенал» Київ (2009), «Кримтеплиця» Молодіжне (2009-2011), «Говерла-Закарпаття» Ужгород (2011-2012), «Карпати» Львів (2013-2014), «Металіст» Харків (2015-2016), «Маріуполь» (2016-2017).
Наприкінці лютого 2018 року призначений головним тренером ПФК «Сум»

## Досягнення
- Кубок СРСР
  -  Фіналіст (1): 1985/86